# Arin (Arménie)
Arin (arménsky Արին; dříve Daylakhlu a Dailakhlu) je malá vesnice v provincii Vajoc Dzor v Arménii. Vznikla v polovině 19. století na místě starší vesnice.